# В Зидех
В Зидех (словен. V Zideh) — поселення в общині Луковиця, Осреднєсловенський регіон, Словенія. 
Висота над рівнем моря: 562,1 м.